# Taalkommissie
Die Taalkommissie („Sprachkommission“) ist eine Nebenstelle der Südafrikanischen Akademie für Wissenschaft und Kunst, die als technisches Komitee des Nasionale Taalliggaam vir Afrikaans („Nationales Sprachgremium für Afrikaans“) fungiert, das die das Afrikaans regulierende Institution darstellt. Die Akademie wurde 1909 in Bloemfontein gegründet, ihre Filiale, die Spellingskommissie („Rechtschreibkommission“), 1914.
Die Kommission konzentriert sich hauptsächlich auf die Durchsicht und Veröffentlichung der Afrikaanse Woordelys en Spelreëls (AWS; „Afrikaanse Wortliste und Buchstabierregeln“), des Standardwerks der Schreibweise und verwandter Rechtschreibkonventionen des Afrikaans. Sie gilt als Autorität für die Rechtschreibung.
Zudem ist sie für die Grammatik des Afrikaans und die natürlichen Entwicklungen innerhalb seines Sprachraums verantwortlich, etwa neue Terminologie, welche in Technologie und anderen Bereichen aufkommt. Ihre Zuständigkeit für Varianten des Standardafrikaans  gilt auch für die Nama-, Griqua- und Kaaps-Varietäten. Zugleich wird in der AWS das Vokabular der afrikaanssprachigen muslimischen Gemeinschaft erfasst.